# Robert E. Alter
Œuvres principales
Carny Kill (Attractions meurtres)
Robert E. Alter, né le 10 décembre 1925 à San Francisco, en Californie, et mort le 26 mai 1965, est un écrivain américain de roman policier, de science fiction et de littérature d'enfance et de jeunesse. Ses écrits sont publiés sous le nom de Robert E. Alter et de ses déclinaisons Robert Edmund Alter et Robert Edmond Alter. Il est principalement et presque uniquement connu en France pour être l’auteur du roman Attractions meurtres paru dans la collection Rivages/Noir en 1989.

## Biographie
Robert E. Alter suit les cours de l’université de Californie, puis entreprend de devenir acteur. Pour vivre, il exerce de nombreux métiers : ramasseur de fruit, employé commercial, figurant. Il s'engage comme soldat pendant la Seconde Guerre mondiale, avant de devenir postier à Altadena. 
À partir des années 1960, il se consacre à l’écriture, publiant d’abord de nombreuses nouvelles pour les pulps (Manhunt, Alfred Hitchcock Mystery, Michael Shayne, Man from Uncle, Argosy), avant de publier son premier roman Swamp Sister en 1961, suivi de Carny Kill (Attractions meurtres) en 1965. Il décède la même année à l’âge de trente-neuf ans, laissant plusieurs manuscrits et nouvelles que son éditeur se chargea de publier à titre posthume. 
En France, le roman Carny Kill (1965) est publié sous le titre Attractions meurtres au sein de la collection Rivages/Noir en 1989.

### Romans
- Swamp Sister (1961)
- Carny Kill (1965) Publié en français sous le titre Attractions meurtres, traduction de Michèle Valencia, Paris, Rivages/Noir no 72, 1989
- The Red Fathom (1967)
- Thieves Like Us (1968)
- Path to Savagery (1969)

### Nouvelles
- The Great Gray (1956)
- The Sea of Night (1957)
- The Dark Dive (1957)
- The Devil’s Hoard (1957)
- One-Way Passage (1957)
- Amok! (1957)
- Deep Is My Grave (1957)
- Rebel (1958)
- The Island of Lost Men (1958)
- Gator Ground (1958)
- Outcast of the Yukon (1958)
- Shark Shy (1958)
- Death Dive (1958)
- Dark Voyage (1958)
- The Devil’s Four Fathoms (1958)
- To Catch a Big One (1958) Publié en français sous le titre Un requin meurtrier, Paris, Opta, Alfred Hitchcock magazine no 17, septembre 1962 ; réédition sous le titre La Pêche au gros in Alfred Hitchcock présente Histoires ténébreuses, Paris, Pocket no 2821, 1987
- The Devil's Tower (1959)
- High Dive (1959)
- Absinthe for Superman (1959)
- The Night the Ship Went Down (1959)
- Paid to Kill (1959)
- The Survivors (1959)
- Storm Gamble (1959)
- It Couldn’t Possibly Happen (1959) Publié en français sous le titre Impossible !, Paris, Opta, Alfred Hitchcock magazine no 68, décembre 1966
- An Accident Has Been Arranged (1959) Publié en français sous le titre Une question d'heures, Paris, Opta, Alfred Hitchcock magazine no 30, octobre 1963
- The Assassin (1959) Publié en français sous le titre Le Tueur, Paris, Opta, Alfred Hitchcock magazine no 34, février 1964
- Devil in the Bush (1960)
- The Curse of Torry’s Boy (1960)
- Cruel Voyage (1960)
- Monster of the Madrepore (1960)
- Schedule for an Assassin (1960) Publié en français sous le titre Deux heures à tuer in Alfred Hitchcock présente Histoires à faire pâlir la nuit, Paris, Pocket no 2362, 1985
- The Whale Killers (1960)
- The Treasure of Spanish Bay (1960)
- The Exile (1960)
- Each Night He Pulled the Trigger (1960) Publié en français sous le titre Chaque soir il pressait la détente in Alfred Hitchcock présente Histoires fascinantes, Paris, Pocket no 2366, 1986
- The Last Man (1961)
- Dhore-Fire Trap (1961)
- Once Upon a Treasure Hunt (1961)
- High Spy (1961)
- Break Down (1961)
- I Saw It! (1962)
- Manhunt on Dead Yank Creek (1962) Publié en français sous le titre La Proie qui sauve, Paris, Opta, Mystère magazine no 176, septembre 1962
- You Sign Now! (1962)
- Showdown with a Stranger (1962)
- Shovel Nose Meets Dandy Deadfall (1962)
- Hard Luck Getaway (1962)
- Double Trouble (1962) Publié en français sous le titre Double Malchance, Paris, Opta, Alfred Hitchcock magazine no 40, août 1964 ; réédition in Alfred Hitchcock présente Histoires qui font tilt, Paris, Pocket no 2361, 1985
- Deadly Friend (1963)
- The General's Son (1963)
- The Lady Says Die (1963)
- The Big Man (1963)
- Come Home, Come Home (1963) Publié en français sous le titre Rentre, rentre à la maison, Paris, Opta, Mystère magazine no 190, novembre 1963
- Dad's Day of Days (1963)
- Be My Guest, Lieutenant Mc Fee! (1963)
- Bush-Happy (1963)
- Rascal's Run (1963)
- Killer in the Dark (1963) Publié en français sous le titre La Menace dans l'ombre, Paris, Opta, Anthologie du Suspense no 6, 1968 ; réédition sous le titre La Chasse au monstre in Alfred Hitchcock présente Histoires à donner des sueurs froides, Paris, Pocket no 2116, 1984
- The Haunted Oasis (1964)
- The Moonshiners (1964)
- The Cut Creek Killer (1964)
- She Fell Among Thieves (1964) Publié en français sous le titre Fuite et Fin in Alfred Hitchcock présente Histoires préférées du maître ès crimes, Paris, Pocket no 1819, 1981
- A Habit for the Voyage (1964) Publié en français sous le titre Malencontres in Alfred Hitchcock présente Histoires à faire dresser les cheveux sur la tête, Paris, Pocket no 2120, 1985
- Echo of a Savage (1964) Publié en français sous le titre Un rire sauvage in Alfred Hitchcock présente Histoires renversantes, Paris, Pocket no 2360, 1985
- Mr. Smith Goes to Berlin (1964)
- Ironbound Clash (1965)
- Manhunt (1965)
- Confederate Commando (1965)
- Coup de Grace (1965)
- Comrade Vukashin’s Clock (1965)
- Torpedo Run (1966)
- Missouri Mule (1966)
- The Lady Killer (1966)
- Nightmare for a Night (1966)
- One for the Family (1966)
- Shark Bait (1966)
- Call of the Wild (1966)
- None for the Little Boy (1966)
- The Wild Goose (1966)
- Short Fused (1966)
- Haunted Hill (1966)
- The Shunned House (1966) Publié en français sous le titre L'Or de Sillinger, Paris, Opta, Alfred Hitchcock magazine no 73, mai 1967 ; réédition sous le titre La Maison de la peur in Alfred Hitchcock présente Histoires à faire pâlir la nuit, Paris, Pocket no 2362, 1985
- No Place Like Home (1966) Publié en français sous le titre Adieu, grand-mère, Paris, Opta, Alfred Hitchcock magazine no 74, juin 1967
- None for the Little Boy (1966)
- The Pirates of Panay (1967)
- The Siege of Witch-Hobble Island (1967)
- Sahara Sepulcher (1967)
- Who Lives By the Sword (1967)
- Dimension of Mind (1967)
- Big Mouth (1968)
- The Centennial Comment (1968)
- The Furious Fice (1968)
- Salt in Their Wounds (1968)
- E Moa Ariki (1968)
- Point of Clarity (1969)
- The Mace Murders (1969)
- The Innocent Trap (1970)
- The Child Man (1970)
- Double Agent, Double Danger (1971)
- The Big Step (1971)
- The Hot Silence (1972)
- Dance on the Milly-Maw (1973)
- Followers of the Dark Star (1976)
- Man with the Cigarette (1980)

### Nouvelles signées Robert Retla
- The Gauntlet (1968)
- Man in Gray (1968)

### Nouvelle signée R. E. Retla
- Devil-Devil Man (1970)

## Filmographie
- 1979 : The Ravagers (en), film américain réalisé par Richard Compton (en), d'après le roman Path to Savagery, avec Richard Harris.